# Ашак (город)

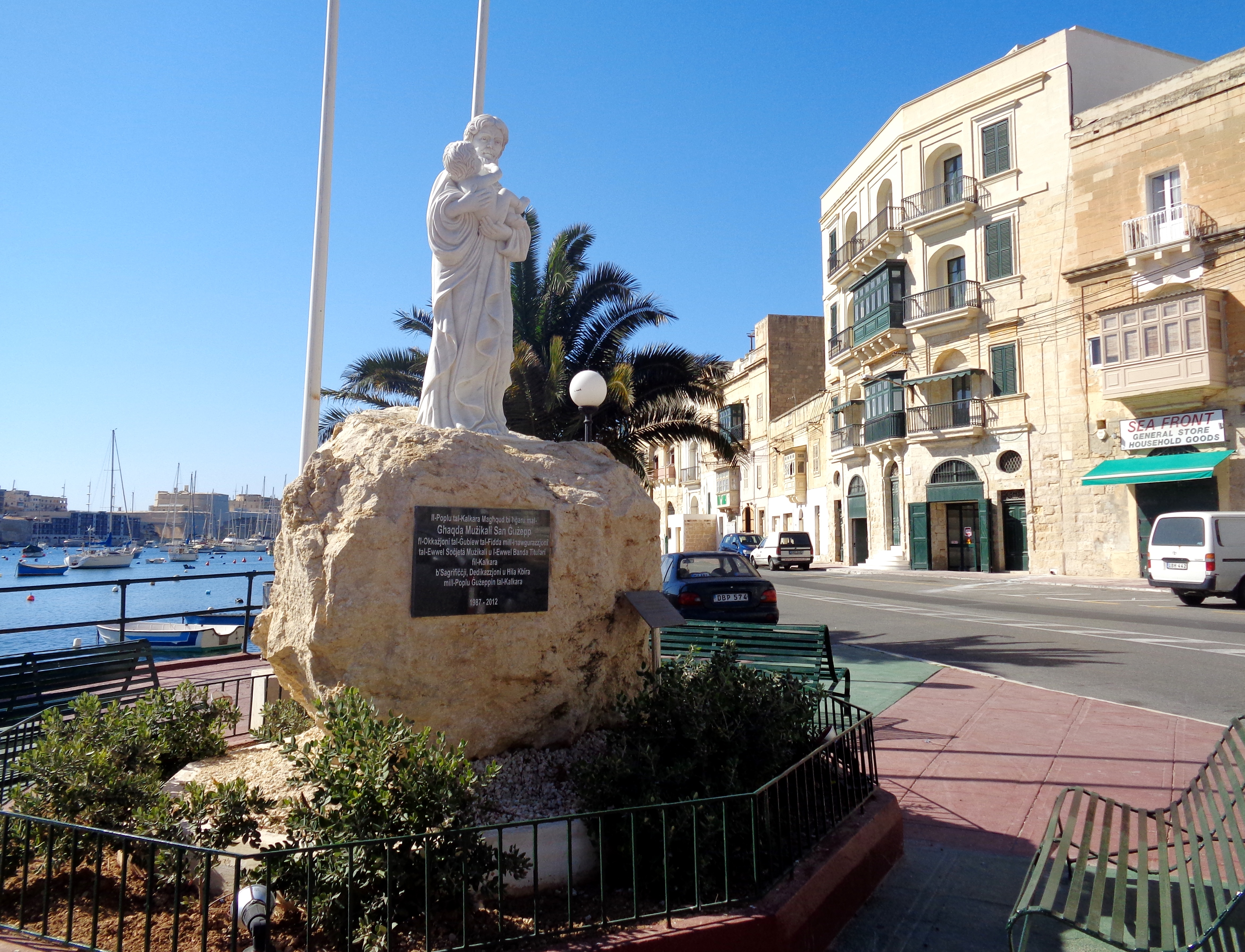

Ашак (мальт. Il-Kunsill Lokali ta' Ħal Għaxaq, англ. Għaxaq) — город, расположенный на юге Мальты. Название города предположительно происходит от мальтийского слова, которое означает восторг или наслаждение. Приходская церковь Св. Девы Марии, что расположена на одноимённой площади — памятник архитектуры эпохи барокко. Площадь Св. Девы Марии — главная площадь Ашака.
Религиозные праздники[уточнить]:
1) Рождество Христово с крестным ходом — Пальмовое Воскресенье (на Украине и в России: Вербное Воскресенье),
2) Св. Иосифа (справляют в 4-е воскресенье мая),
3) Св. Девы Марии (справляют 15-о августа),
4) Св. Девы Мария Розария (справляют 2-о воскресения октября).